# Andés CF
Andés CF is een Spaanse voetbalclub uit Navia die uitkomt in de Regional Preferente. De club werd in 1960 opgericht en speelt haar thuiswedstrijden in Estadio San Pedro.